# رضاحسین میرزاطاهری
رضاحسین میرزاطاهری در دولت اول میرحسین موسوی، معاون نخست وزیر و رئیس سازمان حفاظت محیط زیست ایران بود. او که دارای تحصیلات لیسانس علوم ریاضی است، دارای سابقه بازرس نخست وزیر در دولت شهید رجایی، مدیر کل آموزش و پرورش استان سمنان و رئیس آموزش و پرورش منطقه ۱۵ تهران (۵ و ۲ فعلی) را نیز در کارنامه خود دارد.